# I Kissed a Girl
I Kissed a Girl är en singel av den amerikanska sångerskan Katy Perry, och andra singeln från albumet One of the Boys. Enligt Perry själv handlar låten om "den magiska skönheten hos en kvinna". I Kissed a Girl producerades av Dr. Luke och skrevs av Katy Perry, Dr. Luke, Max Martin samt Cathy Dennis.
I Dansbandskampen 2010 tolkades låten av CC & Lee.

## Musikvideo
En musikvideo släpptes den 16 maj 2008 på Katy Perrys officiella webbplats och MySpace. Videon regisserades av Kinga Burza, och innehåller ett Moulin Rouge- och burlesk-inspirerat tema där Katy tillsammans med flera andra kvinnor dansar; Perry är iklädd en mycket kort guldglänsande klänning. Det hela visar sig vara en dröm, och i videons slutscen vaknar hon upp hos en manlig "följeslagare". Videon gjorde TV-debut den 12 juni på Total Request Live. Videon blev nominerad till "bästa kvinnliga video" och "bästa nya artist" vid MTV Video Music Awards 2008.

## Låtlista

### iTunes-singel
1. I Kissed a Girl (Singel Version) - 3:00

### Officiella versioner
1. I Kissed a Girl (Singel Version) - 3:00
2. I Kissed a Girl (Album Version) - 2:59
3. I Kissed a Girl (Dr. Luke Remix) - 3:31
4. I Kissed a Girl (Jason Nevins Remix)  3:28
5. I Kissed a Girl featuring Mims (J-Kits Remix) - 4:09[3]
6. I Kissed a Girl (MR GASPAR Remix) - 5:38[4]

## Listplaceringar
| Lista (2008)                          | Högsta placering |
| ------------------------------------- | ---------------- |
| Australiska singellistan              | 1                |
| Brasilianska singellistan             | 1                |
| Canadian Hot 100                      | 1                |
| Danska singellistan                   | 1                |
| Nederländska singellistan             | 5                |
| Eurochart Hot 100 Singles             | 1                |
| Finska singellistan                   | 4                |
| Tyska singellistan                    | 2                |
| Irländska singellistan                | 1                |
| Italienska singellistan               | 5                |
| Israel                                | 2                |
| Japanska singellistan                 | 7                |
| Litauen                               | 7                |
| Mexikanska singellistan               | 6                |
| Nya Zeeland                           | 1                |
| Norska VG-listan                      | 5                |
| Ryska singellistan                    | 12               |
| Sverigetopplistan                     | 1                |
| Tracks årslista 2008.                 | 17               |
| Turkiska singellistan                 | 7                |
| UK Singles Chart                      | 1                |
| U.S. Billboard Hot 100                | 1                |
| U.S. Billboard Pop 100                | 1                |
| U.S. Billboard Hot Modern Rock Tracks | 27               |

## Utmärkelser och nomineringar
| År   | Titel                  | Utmärkelse            | Resultat          |           |
| ---- | ---------------------- | --------------------- | ----------------- | --------- |
| 2008 | MTV Video Music Awards | Bästa art direction   | "I Kissed a Girl" | Nominerad |
| 2008 | MTV Video Music Awards | Bäst cinematografi    | "I Kissed a Girl" | Nominerad |
| 2008 | MTV Video Music Awards | Bästa redigering      | "I Kissed a Girl" | Nominerad |
| 2008 | MTV Video Music Awards | Bästa kvinnliga video | "I Kissed a Girl" | Nominerad |
| 2008 | MTV Video Music Awards | Bästa nya artist      | "I Kissed a Girl" | Nominerad |
| 2008 | Teen Choice Award      | Choice MySpacer       | MySpace-profil    | Nominerad |
| 2008 | MTV Video Music Brasil | Internationell artist | Katy Perry        | Nominerad |